# Jenny Wade
Pour les articles homonymes, voir Jennifer, Jenny et Wade.
Jennifer "Jenny" Wade, née le 6 octobre 1980 à Eugene dans l'Oregon, est une actrice américaine.

## Filmographie
- 1999 : Undressed (série télévisée)
- 2000 : Nurse Betty : la serveuse du diner
- 2000 : Arrest & Trial (série télévisée documentaire) : Christina
- 2000 : Tumble (court métrage) : la fille
- 2003 : 8 Simple Rules (série télévisée) : Helga
- 2003 : Naked Hotel (téléfilm)
- 2005 : Monster-in-Law : Viola jeune
- 2005 : Red Eye : Sous haute pression : la fille du Coffee Shop
- 2005 : The Ice Harvest : Cupcake
- 2005 : Feast : Honey Pie
- 2005 : Rumor Has It... : Nikki
- 2006 : Love Is the Drug : Erin Sutherland
- 2007 : No Reservations : Leah
- 2007 : CSI: NY (série télévisée) : Fern Lazlow
- 2007 : Pushing Daisies (série télévisée) : Hallie Hundin
- 2008 : Cute Couple (court métrage) : Tammy
- 2008 : Feast II: Sloppy Seconds : Honey Pie
- 2009 : Feast III: The Happy Finish : Honey Pie
- 2009 : Le Diable et moi (série télévisée) : Nina (11 épisodes)
- 2009 : Brothers : Tina
- 2009 : The Strip : Melissa
- 2009 : Body Politic (téléfilm) : Ruby Cooke
- 2010 : The Good Guys (série télévisée) : Liz Traynor (20 épisodes)
- 2012 : American Horror Story (série télévisée) : la prostituée
- 2012-2013 : Wedding Band (série télévisée) : Rachel (10 épisodes)
- 2013 : Grimm (série télévisée) : Casey
- 2014 : Break Point : Vanessa
- 2014 : Mad Men (série télévisée) : Amy
- 2016 : Below the Surface : Cameron
- 2015-2017 : Hand of God (série télévisée) : Heather Caldwell (4 épisodes)
- 2017 : The Arrangement (série télévisée) : Brenna Swank
- 2017 : Redliners (téléfilm) : Christy